# 岑可法
岑可法（1935年1月—），广东南海人。工程热物理专家，浙江大学机械与能源工程学院教授。

## 生平
1952年毕业原中山大学附属中学（现广东实验中学）。1952年考入武汉大学工学院电机系，1953年院系调整时转入华中工学院学习，1956年毕业于华中工学院(现华中科技大学)动力系，1962年取得莫斯科包曼高等工业大学动力系副博士学位。
1957到1958年在浙大工学院电机工程学系任教。1962年起先后在浙大电机工程学系、热物理工程学系、能源工程学系任教，1983年升任教授。1995年当选为中国工程院院士。

## 荣誉
- 1993年，获光华科技基金一等奖
- 1996年，获第二届孺子牛金球奖
- 1998年，获何梁何利科学技术奖
- 2004年，获浙江省科学技术重大贡献奖
- 2005年，获全国先进工作者[1]